# Валь-д’Уаз
Валь-д’Уа́з (фр. Val-d’Oise, буквально — «Долина Уазы») — густонаселённый департамент на севере центральной части Франции, один из департаментов региона Иль-де-Франс. Порядковый номер — 95. Административный центр — Сержи-Понтуаз. Население — 1 187 836 человек (17-е место среди департаментов, данные 2010 года).

## География
Площадь территории — 1246 км². Через департамент протекают реки Сена и её приток Уаза.
Департамент включает 3 округа, 21 кантон и 184 коммуны.

## История
Первые департаменты Франции были созданы в 1790 году, когда Национальное собрание Франции разделило страну на 83 департамента, примерно одинаковых по размеру и населению. Валь-д’Уаз не входил в их число, это один из самых новых департаментов, образованных в 1964 год, он был выделен из прежнего департамента Сена и Уаза.

## География
Валь-д’Уаз — департамент на севере центральной Франции, входит в состав региона Иль-де-Франс. К югу от департамента находится департамент О-де-Сен, к юго-западу — Ивелин, к западу — Эр, к северу — Уаза, к востоку — Сена-и-Марна, а к юго-востоку — Сена-Сен-Дени. Официальной столицей департамента является коммуна Понтуаз, расположенный в пригороде Парижа примерно в 28 километрах к северо-западу от центра города, здание префектуры и административные учреждения находятся в соседней коммуне Сержи. Река Уаза является правым притоком реки Сены и протекает через провинцию с северо-востока на юго-запад.
Восточная часть департамента является частью Пай-де-Франс, плодородной равнины, традиционно используемой для сельского хозяйства (особенно для выращивания зерновых и сахарной свеклы) из-за ее мелкозернистых илистых почв. Эта часть постепенно уменьшается в размерах по мере расширения Парижа. Часть аэропорта Шарль де Голль находится в этом восточном регионе, в то время как другие части находятся в департаментах Сена-и-Марна и Сена-Сен-Дени. Самый южный регион департамента образует часть долины Сены и занимает всю небольшую долину Монморанси. Эти районы сильно урбанизированы, но через последний проходит древнеримская дорога Шоссе Жюля Сезара, которая соединяла Париж и Руан. Центральная и юго-западная части департамента также в значительной степени урбанизированы и являются частью большого Парижа. Западная часть департамента является частью исторического французского графства Вексен, зеленого, в основном сельскохозяйственного плато. Его столицей был Понтуаз, расположенный на восточной оконечности графства. В настоящее время эта коммуна объединяется с соседней коммуной Сержи, образуя новый город Сержи-Понтуаз. Район Вексен остается в основном сельским, и во всем департаменте одна пятая часть покрыта деревьями.

### Основные города
Самой густонаселенной коммуной является Аржантей; префектура Понтуаз занимает шестое место по численности населения. По состоянию на 2019 год 10 самыми густонаселенными коммунами являются
| Коммуна        | Население, тыс. ч. (2019) |
| -------------- | ------------------------- |
| Аржантей       | 111 038                   |
| Сержи          | 65 911                    |
| Сарсель        | 59 196                    |
| Гарж-ле-Гонесс | 43 239                    |
| Франконвиль    | 37 394                    |
| Понтуаз        | 32 405                    |
| Безон          | 31 671                    |
| Эрбле          | 31 314                    |
| Гуссенвиль     | 31 068                    |
| Эрмон          | 28 939                    |